# Lernaeopoda brongniartii
Lernaeopoda brongniartii is een eenoogkreeftjessoort uit de familie van de Lernaeopodidae. De wetenschappelijke naam van de soort is voor het eerst geldig gepubliceerd in 1822 door Blainville.